# Arajet
Arajet SA ist eine Billigfluggesellschaft mit Sitz in Santo Domingo, Dominikanische Republik. Der Betrieb begann am 17. September 2022 mit einem Flug nach Barranquilla, Kolumbien.

## Geschichte
Ende 2014 erhielt Dominican Wings von der Zivilluftfahrtbehörde der Dominikanischen Republik das Luftverkehrsbetreiberzeugnis und plante, Charterflüge zwischen der Dominikanischen Republik nach Mexiko, Trinidad und Tobago und Argentinien für und im Auftrag von Reiseveranstaltern anzubieten. Das erste Flugzeug, ein Airbus A320-200, wurde am 3. Mai 2015 ausgeliefert.
Am 28. Juni 2017 gab Avion Express bekannt, dass es seinen Anteil von 65 % an Dominican Wings an den Präsidenten des Unternehmens, Victor Pacheco, verkauft hat, der die vollständige Kontrolle über die Fluggesellschaft übernommen hat. Anfang 2018 wurde bekannt gegeben, dass die Fluggesellschaft vom Charterbetrieb auf Ultra-Low-Cost-Linienflüge umgestiegen ist und in Flycana umbenannt wird. Die Fluggesellschaft gab an, 60 Millionen US-Dollar in ihren Neustart als Ultra-Low-Cost-Carrier investiert zu haben.
Im September 2021 kündigte der Gründer Victor Pacheco Mendez zusammen mit dem Mitbegründer Mike Powell an, die Fluggesellschaft in Arajet umzubenennen und als Billigfluggesellschaft Flüge in die gesamte Karibik und nach Amerika anzubieten.
Am 14. März 2022 wurde eine Bestellung von 20 Boeing 737 MAX 200 (mit Optionen für 15 weitere Flugzeuge in der Zukunft) durch die Fluggesellschaft angekündigt und wurde damit zum ersten karibischen Betreiber dieses Typs.

## Flugziele
Die Gesellschaft fliegt Ziele in Nord- und Südamerika sowie in der Karibik an.(Stand März 2023):

## Flotte
Mit Stand Dezember 2022 besteht die Flotte aus fünf Boeing 737 MAX 8 mit einem Durchschnittsalter von 2,7 Jahren.